# Wahlenbergia nodosa
Wahlenbergia nodosa är en klockväxtart som först beskrevs av Heinrich Wilhelm Buek, och fick sitt nu gällande namn av Thomas G. Lammers. Wahlenbergia nodosa ingår i släktet Wahlenbergia och familjen klockväxter. Inga underarter finns listade i Catalogue of Life.